# GDSII

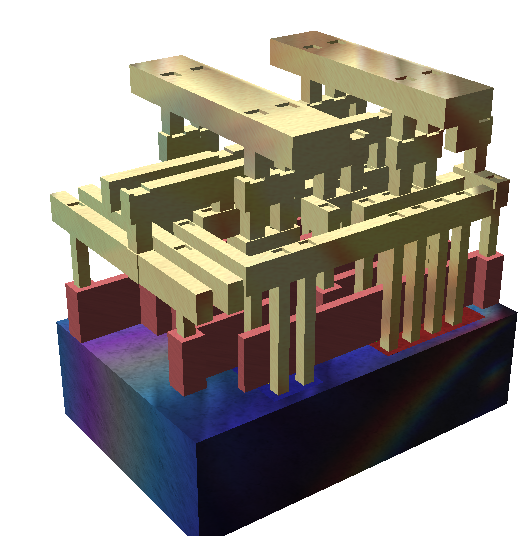
一个由GDSII文件渲染出的具有三个金属层的标准单元（电介质已被移除）。沙色结构是金属互连，通过垂直支柱接触，一般是通过钨。微红结构是多晶硅栅，在底部的是硅衬底。

GDSII流格式，常见的缩写GDSII，是一个数据库文件格式。它用于集成电路版图的数据转换，并成为事实上的工业标准。GDSII是一个二进制文件，其中含有積體电路版图中的平面的几何形状，文本或标签，以及其他有关信息并可以由层次结构组成。GDSII数据可用于重建所有或部分的版图信息。它可以用作制作光刻掩膜版。

## GDSII历史
最初，GDSII作为一种格式被创建出用于控制制作光刻掩模版。最早由Calma将GDSII用户集成电路版图设计。